# Quasi-délit
Le quasi-délit est une notion juridique qui désigne une faute. Ce terme désigne un fait par lequel une personne, sans malignité, mais par une imprudence inexcusable, cause un tort à une autre personne. Le quasi-délit est donc un fait non intentionnel qui cause à autrui un dommage et qui crée une obligation de le réparer.

## Droit romain
En droit romain, la responsabilité contractuelle est distinguée de la responsabilité quasi-délictuelle du fait d’autrui. Dans son Digeste Ulpien justifie ceci de la manière suivante : « En effet, comme l’action établie contre lui ne provient ni d’un délit, ni d’un contrat, et que cependant il est, jusqu’à un certain point, en faute, pour avoir employé de mauvaises personnes, il est réputé tenu comme par méfait ».

## Droit français
La responsabilité quasi-délictuelle est celle qui résulte d’une imprudence, d’une négligence, d’une maladresse d’une inattention mais aussi du fait d’une personne ou d’une chose dont on a la garde. Cette responsabilité quasi-délictuelle est sanctionnée par l’article 1241 du Code civil (ancien article 1383).  Il n’y a pas d’élément intentionnel. Il faut aussi distinguer la responsabilité quasi-délictuelle de la responsabilité contractuelle, de la responsabilité pénale.

## Droit québécois
Les quasi-délits étaient inclus dans le Code civil du Bas-Canada, aux articles 883, 1007, 1056b, 1056c, 1106, 1233 C.c.B.C., mais ils ont disparu lors de la recodification de 1994, et désormais ils ne font pas partie du Code civil du Québec. Une faute qui résulte de l'imprudence ou de la négligence est appelée faute objective et elle entre dans le cadre de la responsabilité extracontractuelle de l'article 1457 C.c.Q.. 